# Чечони, Адриано
Адриано Чечони (Чечиони) (итал. Adriano Cecioni; 1837—1886) — итальянский художник и скульптор.

## Биография
Родился 26 июля 1836 года во Валье, селе вблизи Флоренции, в обеспеченной семье.
После учёбы во флорентийской Академии изящных искусств у Аристодемо Костоли, в 1859 году принял участие во Второй войне за независимость. Вернувшись во Флоренцию, основал художественную группу «Маккьяйоли», положившую начало итальянскому импрессионизму.
В 1863 году Чечони переехал в город Портичи, где оставался до 1867 года, участвуя в так называемой Scuola di Resìna, схожей с группой «Маккьяйоли», куда входили Джузеппе де Ниттис, Марко де Грегорио и Федерико Россано.
Вернувшись во Флоренцию, некоторое время работал там, затем в 1870 году переехал во Францию, а в 1872 году — в Лондон, где работал карикатуристом в журнале Vanity Fair.
С 1870-х годов Адриано Чечони работал в качестве искусствоведа. В 1884 году стал профессором рисования в институте Istituto di Magistero Femminile. Также занимался общественной деятельностью — в 1884 году был назначен председателем Флорентийского магистрата.
Умер 23 мая 1886 года во Флоренции.

## Труды
Работы Адриано Чечони находятся во многих музеях Италии, а также Европы.

Некоторые работы
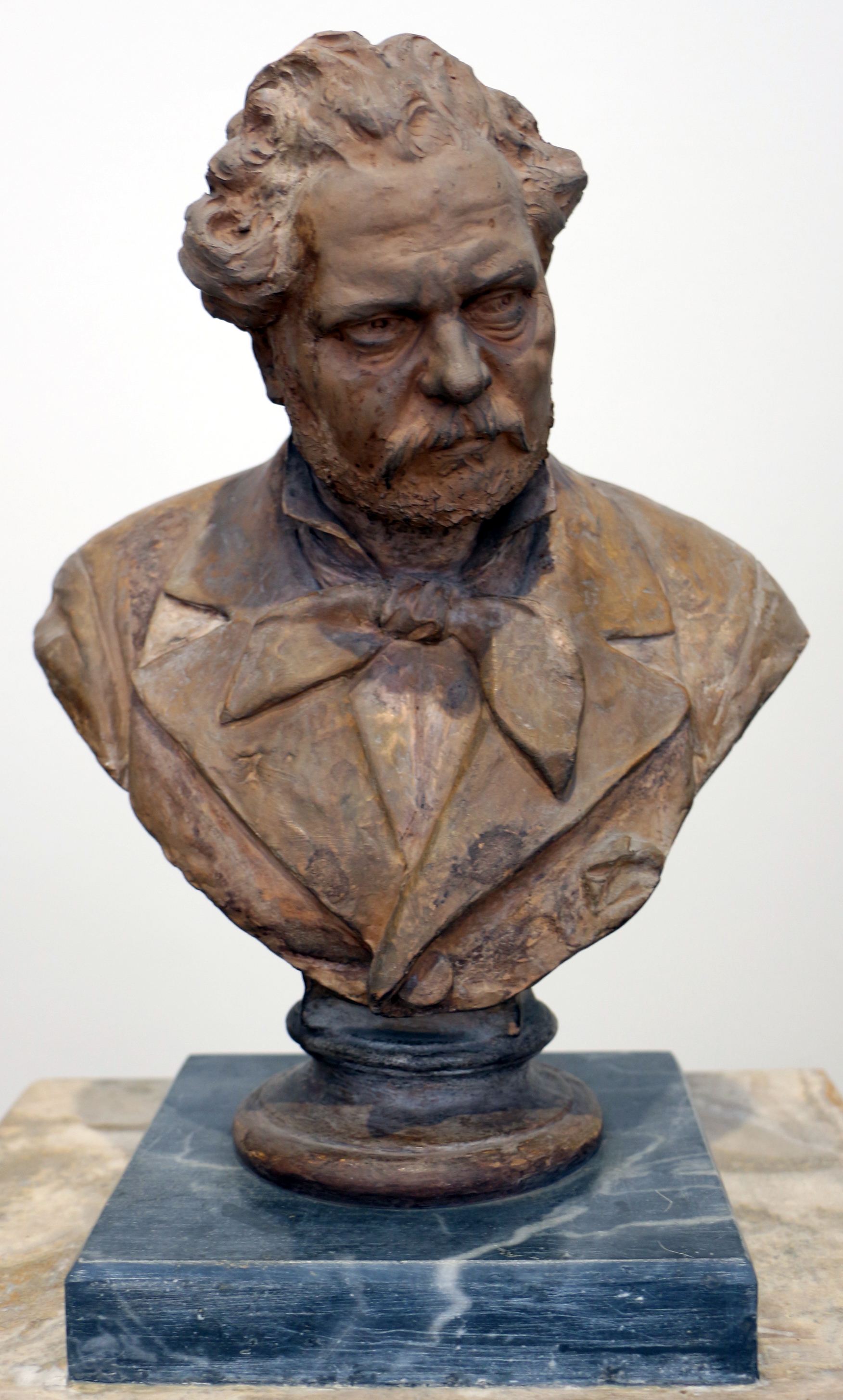
Бюст Джозуэ Кардуччи
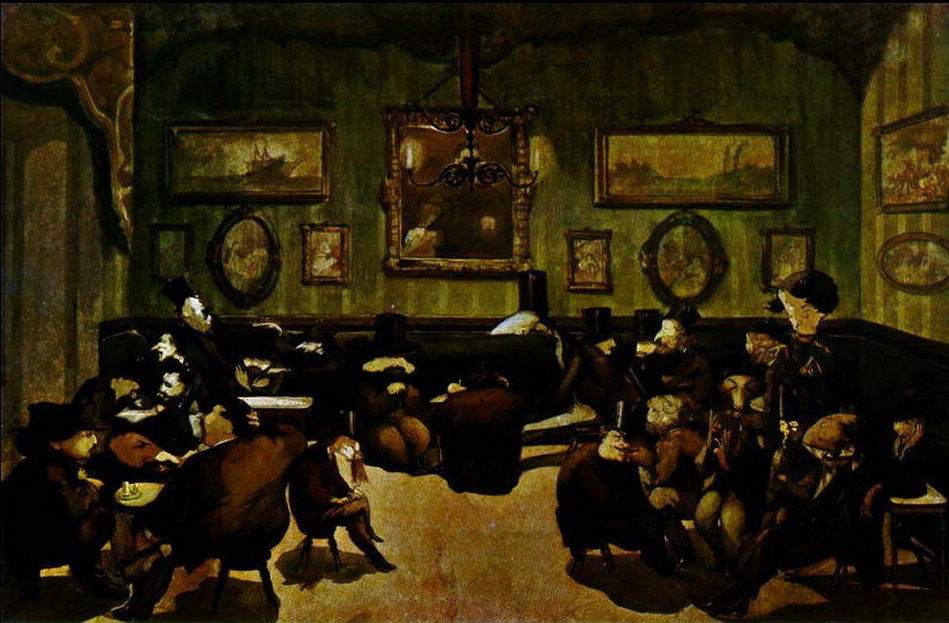
Кафе «Микеланджело»
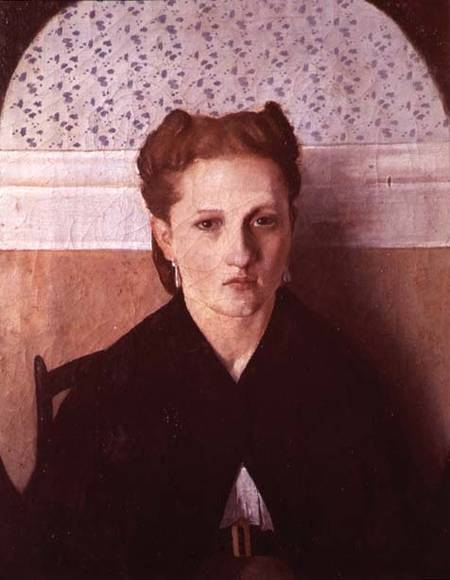
Портрет жены художника
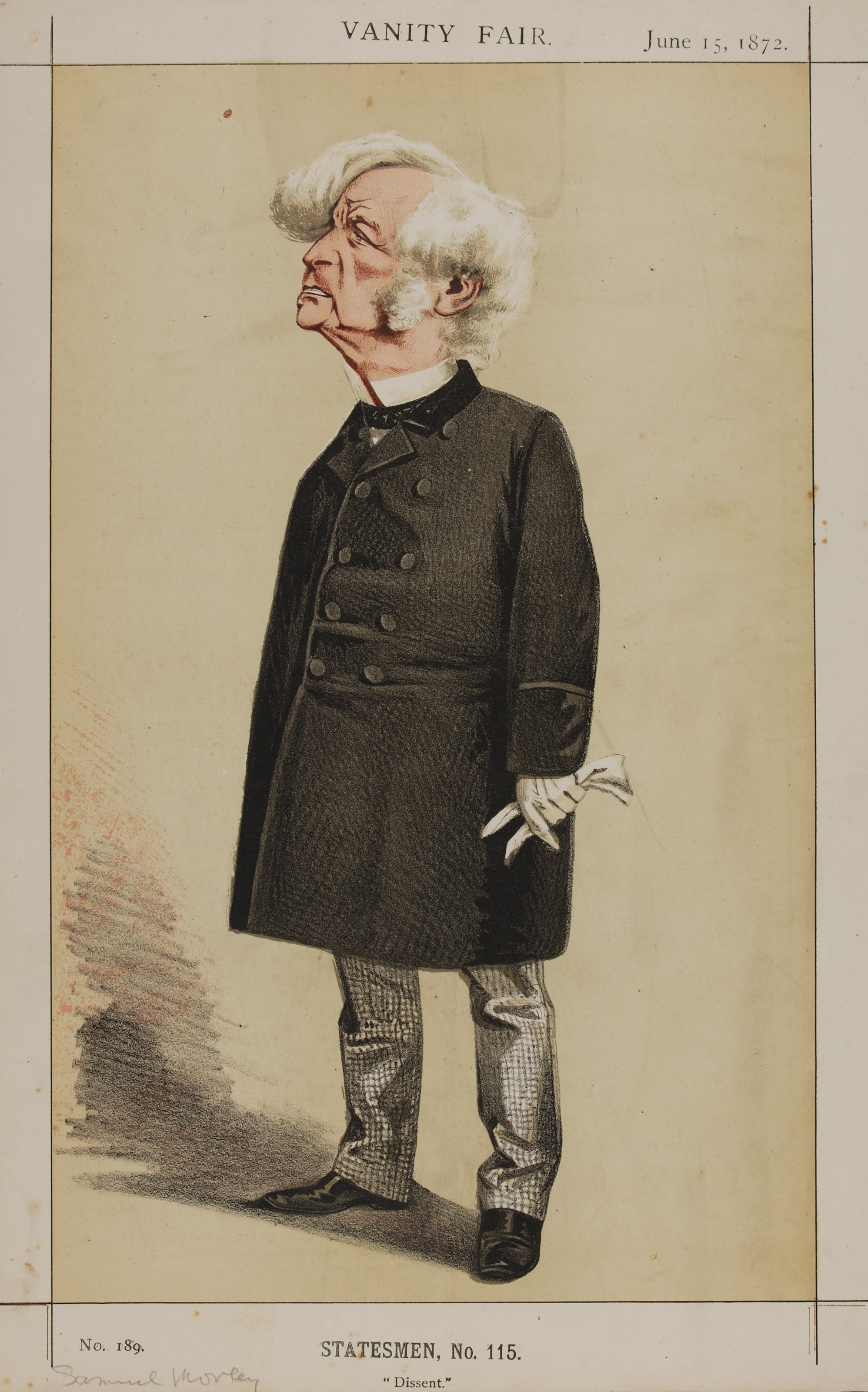
Карикатура Сэмюэля Морли[англ.]